# حاتم الأصم
أبو عبد الرحمن حاتِم بن عنوان الأَصَمُّ (ت 237 هـ) أحد علماء أهل السنَّة والجماعة ومن أعلامهم في القرن الثالث الهجري، وهو من قدماء مشايخ خراسان من أهل بلخ، صحب شقيق البلخي وكان أستاذ أحمد بن خضرويه. زار بغداد واجتمع بأحمد بن حنبل. له ابن يُقال له خشنام. لقبه الأصم، ولقمان الأمَّة . توفي في واشجرد عند رباط يُقال له رأس سروند على جبل واشجرد سنة 237هـ.
قيل: لم يكن أصمَّ، وإنما تصامم مرَّة فسُمّي به. وأنه لُقِّب بـ «الأصم» لأن امرأة سألته مسألة، فخرج منها صوتُ ريح من تحتها، فخجلت، فقال لها: «ارفعي صوتك»، وأراها من نفسه أنه أصمُّ حتى سكنَ ما بها، فنُعِتَ بالأصَمّ.

## أحواله وأقواله
- سمعت الأستاذ أبا علي ّالدقاق، يقول: «جاءت امرأة فسألت حاتماً عن مسألة، فاتفق أنه خرج منها في تلك الحالة صوت، فخجلت، فقال حاتم: ارفعي صوتك. فأَرى من نفسه: أنه أصمُّ، فسرَّت المرأة بذلك، وقالت: إنه لم يسمع الصوت، فغلب عليه اسم الصمم.»[5]
- أخبرنا الشيخ أبو عبد الرحمن السلمي، رحمه الله، قال: سمعت أبا علي ّسعيد بن أحمد يقول: سمعت أبي يقول: سمعت محمد بن عبد الله يقول: سمعت خالي محمد بن الليث يقول: سمعت حامداً اللقاف يقول: سمعت حاتمًا الأصمَّ يقول: «ما من صباح إلا والشيطان يقول لي: ماذا تأكل؟ وماذا تلبس؟ وأين تسكن؟ فأقول له، آكل الموت، وألبس الكفن، وأسكن القبر.»[5]
- وبإسناده قيل له: «ألا تشتهي؟ فقال: أشتهي عافية يوم إلى الليل. فقيل له: أليست الأيام كلها عافية؟ فقال: إن عافية يومي، أن لا أعصي الله فيه.»[5]
- وحكي عن حاتم الأصمَّ، أنه قال: «كنت في بعض الغزوات، فأخذني شخص فأضجعني للذبح فلم يشتغل به قلبي، بل كنت أنظر ماذا يحكم الله تعالى فيَّ. فبينما هو يطلب السكين من حقِّه أصابه سهم غرْب. فقتله، وطرحه عني فقمت.»[5]
- سمعت عبد الله بن يوسف الأصبحاني يقول: سمعت أبا نصر منصور ابن محمد بن إبراهيم الفقي يقول: سمعت أبا محمد جعفر بن محمد بن نصير يقول: روي عن حاتم أنه قال: «من دخل في مذهبنا هذا فليجعل في نفسه أربع خصال من الموت: موتاً أبيض، وهو الجوع. وموتاً أسود، وهو: إحتمال الأذى من الخلق. وموتاً أحمر، وهو: العمل الخالص من الشوْب في مخالفة الهوى. وموتاً أخضر، وهو: طرح الرقاع بعضها على بعض.»[5]